# Història de l'euro

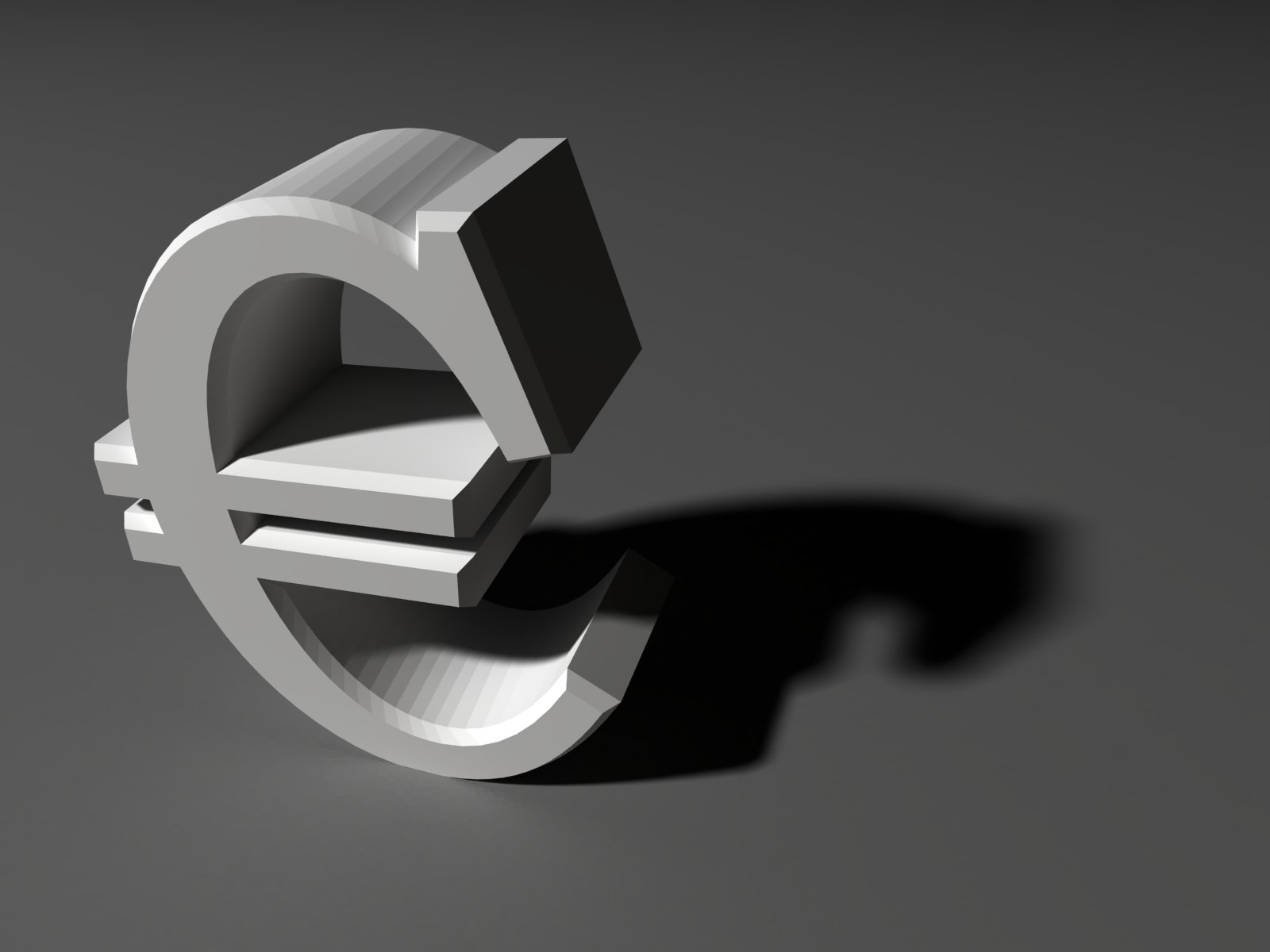
Símbol de l'euro

La història de l'euro és la creació de l'euro com a moneda comuna de divuit Estats membres de la Unió Europea. Es va introduir per primera vegada el 1999, com a unitat de compte virtual; la seva introducció en forma de diners en efectiu, es va produir per primera vegada el 2001, en dotze dels quinze Estats de la Unió Europea. Als anys següents, la moneda ha estat gradualment adoptada per altres estats membres, el que ha portat a la situació actual en que divuit de vint-i-vuit països de la UE, la nomenada zona euro, reconeixen l'euro com a moneda de curs legal.

## Creació
El Tractat de la Unió Europea, en vigor des de 1993, va preveurela la creació d'una Unió Econòmica i Monetària amb la introducció d'una moneda única. D'ella formarien part els països que complissin una sèrie de condicions; s'introduiria de forma gradual. La data inicialment prevista es va anar endarrerint-se. Finalment, els estats membres de la Unió Europea van acordar el 15 de desembre de 1995 a Madrid la creació d'una moneda comuna europea -sota la denominació d'euro- amb data de posada en circulació al gener de l'any 2001.
El primer pas a la introducció de la nova moneda es va donar oficialment l'1 de gener de 1999, quan van deixar d'existir com a sistemes independents les monedes dels onze països de la Unió que es van acollir al pla de la moneda única, la denominada zona euro: Alemanya, Àustria, Bèlgica, Espanya, Finlàndia, França, Irlanda, Itàlia, Luxemburg, els Països Baixos i Portugal i d'altres països fora de la Unió Europea com Ciutat del Vaticà, Mònaco i San Marino que van adoptar la moneda a través d'acords que mantenien amb països de la UE (França en el cas de Mònaco, i Itàlia en els casos de Ciutat del Vaticà i San Marino). Aquests acords han estat tornats a negociar amb la Unió Europea. L'1 de gener de 2001 es va incorporar Grècia.
Tanmateix, a causa del període de fabricació requerit per als nous bitllets i monedes, les antigues monedes nacionals, malgrat haver perdut la cotització oficial en el mercat de divises, van romandre com a mitjà de pagament fins a l'1 de gener de 2002, quan van ser reemplaçades per bitllets i monedes en euros. Tant les monedes com els bitllets van tenir un període de coexistència amb les anteriors monedes nacionals fins que van ser retirades completament de la circulació. Aquest període de coexistència va tenir diferents calendaris als països que van adoptar l'euro. Anteriorment i a manera de prova pilot, els dies 1, 2, i 3 d'octubre de 1998 es va posar en marxa un programa patrocinat per la Unió Europea, «Euro Màlaga»', a la barriada de Churriana de la ciutat de Màlaga, per posar en funcionament la mencionada moneda. Durant aquells dies, Churriana es va convertir en el primer lloc d'Europa en funcionar amb euros.
Des de l'any 2002, hi ha hagut tres ampliacions de la Unió Europea, on han ingressat un total de tretze països -deu països al maig de 2004, dos el gener de 2007 i un al juliol de 2013-. Fins a l'any 2014, sis d'aquests països ja han adoptat l'euro com a moneda. L'11 de juliol de 2006, els ministres d'Economia i Finances de la Unió Europea van ratificar l'entrada d'Eslovènia en la zona euro a partir de l'1 de gener de 2007. El 30 de juny de 2011, Andorra, que va estar utilitzant l'euro de facto des de la seva creació, va signar un acord monetari amb la Unió Europea que li permet usar l'euro de manera oficial així com encunyar les seves pròpies monedes d'euro. El 9 de juliol de 2013, els ministres de Finances de la Unió Europea van aprovar l'entrada de Letònia a la zona euro a partir de l'1 de gener de 2014 convertint-se així en el país número 18 de la zona euro.

## Transició de les monedes locals cap a l'euro
Les disposicions per a la transició de les monedes locals cap a l'euro, van ser establertes per les disposicions del Tractat de Maastricht de l'any 1992 relatives a la creació de la Unió Econòmica i Monetària de la Unió Europea. Les monedes i bitllets van entrar en circulació l'1 de gener de 2002 als 12 Estats de la UE que van adoptar l'euro en aquell any: Alemanya, Àustria, Bèlgica, Espanya, Finlàndia, França, Grècia, Irlanda, Itàlia, Luxemburg, els Països Baixos i Portugal. A més a més també van adoptar l'euro aquell any els microestats de Ciutat del Vaticà, Mònaco i San Marino, que tenien acords amb països de la UE.
L'1 de gener de 2007, Eslovènia es va incorporar a la zona euro. Malta, i Xipre ho van fer l'1 de gener de 2008 i Eslovàquia l'1 de gener de 2009. Estònia es va incorporar l'1 de gener de 2011, i finalment de moment, Letònia ha estat l'últim país a incorporar-se, l'1 de gener de 2014.
Els tipus de canvi entre les primeres onze divises nacionals adherides a la zona euro es van determinar pel Consell Europeu sobre la base del seu valor de mercat al 31 de desembre de 1998, per la qual cosa un ECU -European Currency Unit, unitat de moneda europea- va ser igual a un euro. No s'havia establert en una data anterior, a causa de la particular composició de l'ECU, que era una unitat de compte que depenia d'una sèrie de monedes, incloent també aquelles que, com la lliura esterlina, que no formaria part de l'euro.
| Moneda             | Codi | Taxa de canvi | Data d'establiment de la taxa de canvi | Data de substitució per l'euro |
| ------------------ | ---- | ------------- | -------------------------------------- | ------------------------------ |
| Escut portuguès    | PTE  | 200,482       | 31 de desembre de 1998                 | 2002                           |
| Florí neerlandès   | NLG  | 2,20371       | 31 de desembre de 1998                 | 2002                           |
| Franc belga        | BEF  | 40,3399       | 31 de desembre de 1998                 | 2002                           |
| Franc francès      | FRF  | 6,55957       | 31 de desembre de 1998                 | 2002                           |
| Franc luxemburguès | LUF  | 40,3399       | 31 de desembre de 1998                 | 2002                           |
| Lira italiana      | ITL  | 1.936,27      | 31 de desembre de 1998                 | 2002                           |
| Lliura irlandesa   | IEP  | 0,787564      | 31 de desembre de 1998                 | 2002                           |
| Marc alemany       | DEM  | 1,95583       | 31 de desembre de 1998                 | 2002                           |
| Marc finlandès     | FIM  | 5,94573       | 31 de desembre de 1998                 | 2002                           |
| Pesseta espanyola  | ESP  | 166,386       | 31 de desembre de 1998                 | 2002                           |
| Xíling austríac    | ATS  | 13,7603       | 31 de desembre de 1998                 | 2002                           |
| Dracma grega       | GRD  | 340,750       | 19 de juny de 2000                     | 2002                           |
| Tolar eslovè       | SIT  | 239,640       | 11 de juliol de 2006                   | 2007                           |
| Lira maltesa       | MTL  | 0,429300      | 10 de juliol de 2007                   | 2008                           |
| Lliura xipriota    | CYP  | 0,585274      | 10 de juliol de 2007                   | 2008                           |
| Corona eslovaca    | SKK  | 30,1260       | 8 de juliol de 2008                    | 2009                           |
| Corona estoniana   | EEK  | 15,6466       | 13 de juliol de 2010                   | 2011                           |
| Lats letó          | LVL  | 0,702804      | 9 de juliol de 2013                    | 2014                           |